# Simopteryx obliterata
Simopteryx obliterata là một loài bướm đêm trong họ Geometridae.